# 30-й пехотный полк (Австро-Венгрия)
30-й Галицийский пехотный полк (нем. Galizisches Infanterie-Regiment Nr. 30) — галицийский пехотный полк Единой армии Австро-Венгрии.

## История

### Структура
Образован в 1725 году. До 1915 года носил название 30-й Галицийский пехотный полк «Шёдлер» (нем. Galizisches Infanterie Regiment «Schoedler» Nr. 30). Участвовал в австро-турецких и Наполеоновских войнах, Семилетней и Австро-итало-прусской войне, а также в подавлении Венгерского восстания. В разное время покровителями полка были:
- 1876—1893: барон фон Рингельсхайм
- 1895—1896: фон Ваттек
- 1897—1898: граф фон дер Шуленбург
- 1898—1910: Фидлер
- 1910—1918: Шёдлер

Полк состоял из 4-х батальонов: 1-й, 2-й и 4-й базировались в Лемберге, 3-й — в Невесинье. Национальный состав полка по состоянию на 1914 год: 59 % — русины (украинцы), 31 % — поляки, 10 % — прочие национальности.

### Боевой путь
В 1914 и 1915 годах полк сражался на Восточном фронте Первой мировой войны против русской армии в Галиции. Солдаты полка были захоронены на трёх военных кладбищах: 160 (Тухув), 164 (Тухув-Волова) и 230 (Дамборжин). Позднее полк продолжил бои на Итальянском фронте Первой мировой войны, участвуя в битвах при Изонцо.
В ходе так называемых реформ Конрада с июня 1918 года число батальонов было сокращено до трёх: остались только 1-й, 2-й и 3-й батальоны.

## Командиры

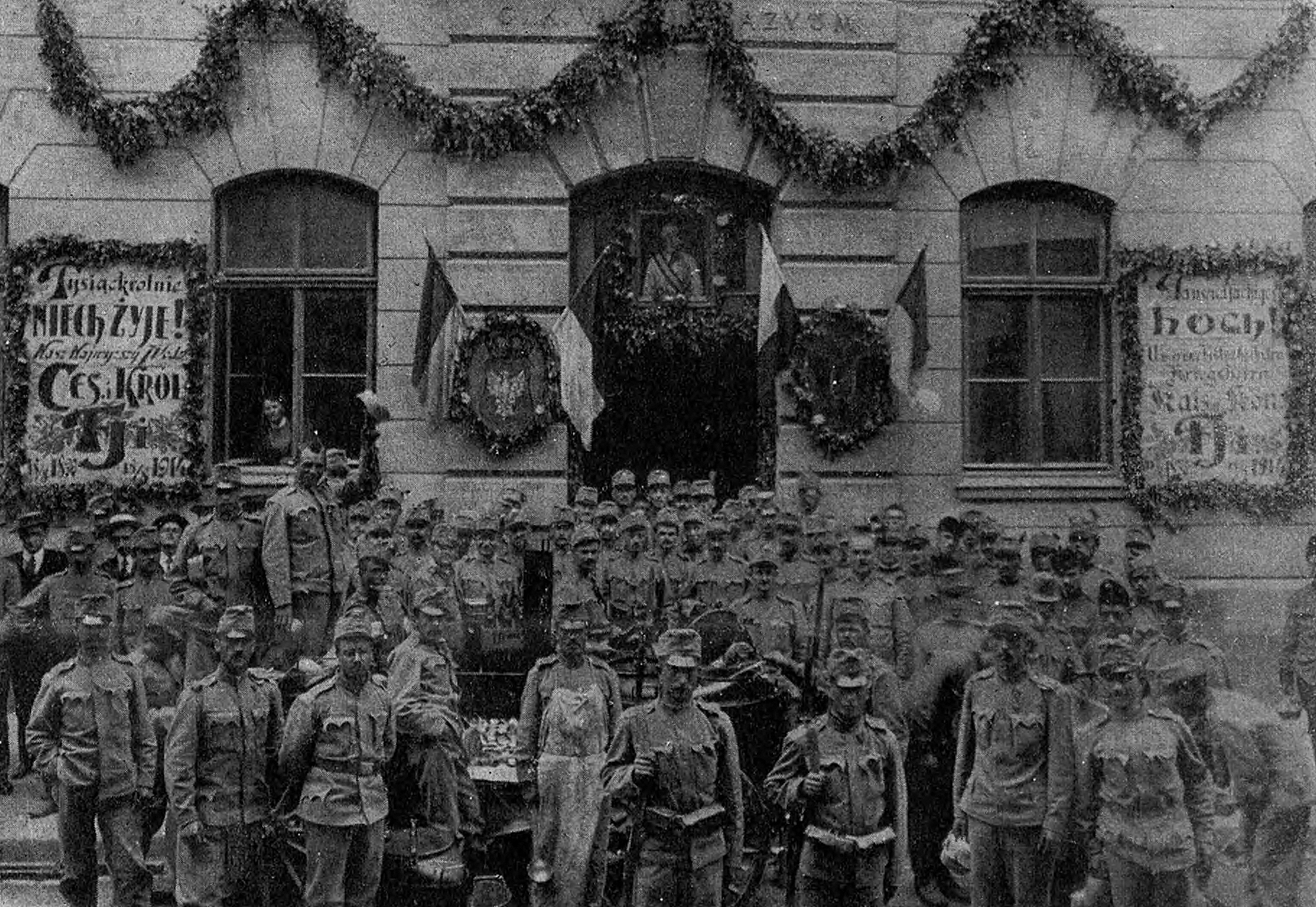
Солдаты 30-го пехотного полка у здания VII Львовской гимназии отмечают день рождения кайзера Франца-Иосифа, 1914 год

- 1859—1865: полковник Йозеф фон Верешиньский[12]
- 1865—1873: полковник Франц Бергу[13]
- 1873—1879: полковник Антон, эдлер фон Надь
- 1879—1903: полковник Карл Шмельцер[14]
- 1903—1905: полковник Роберт Альтман
- 1906—1909: полковник риттер Карл фон Рознер[15]
- 1910—1913: полковник Гуго Рейманн
- 1914: полковник Эдмунд, эдлер фон Рабль[2]